# Stadion Lužniki
Stadion Lužniki (rusko: стадион «Лужники», IPA: [stədʲɪˈon lʊʐnʲɪˈkʲi], Stadion Lužniki) je ruski nacionalni stadion, ki leži v glavnem mestu, Moskvi. Polno ime stadiona je Velika športna arena olimpijskega kompleksa Lužniki. Z 81.000 sedišči so Lužniki največji nogometni stadion v Rusiji in deveti največji v Evropi. Stadion je del olimpijskega kompleksa Lužniki in leži v četrti Hamovniki Osrednjega upravnega okrožja mesta Moskve. Ime Lužniki izhaja iz poplavnih travnikov (»logov«) na okljukih reke Moskve, na katerih je bil stadion zgrajen. Stadion leži na ulici Lužniki 24, Moskva.
Lužniki so bili glavni stadion Poletnih olimpijskih iger 1980 in je gostil začetno in končno ceremonijo in nekaj tekmovanj, vključno s finalom nogometnega tekmovanja. Lužniki so stadion UEFA kategorije 4 in so gostili finale pokala UEFA leta 1999 ter finale UEFA Lige prvakov leta 2008. Stadion je gostil tudi dogodke, kot so poletna univerzijada 1973, igre dobre volje 1986 in svetovno prvenstvo v atletiki 2013. Bili so glavni stadion svetovnega nogometnega prvenstva 2018 in so gostili sedem tekem tekmovanja, vključno s prvo in finalno tekmo.
V preteklosti je bil stadion domači stadion nogometnih rivalov NK Spartak in CSKA Moskva. Trenutno je v uporabi za nekatere domače tekme Ruske nacionalne nogometne reprezentance, pa tudi za različne druge športne dogodke in za koncerte. Stadion Lužniki je trenutno začasni domači stadion NK Torpedo Moskva.